# Epirrhoe degenerata
Epirrhoe degenerata là một loài bướm đêm trong họ Geometridae.